# Pipestone (Manitoba)
Pipestone es un municipio rural canadiense situado en la provincia de Manitoba.

## Superficie
Pipestone tiene una superficie de 1149,86 km².

## Demografía
En 2021, tenía 1422 habitantes, una densidad poblacional de 1,2 hab./km², y 677 viviendas.